# Partia Wolności Kurdystanu
Partia Wolności Kurdystanu lub Partia Wolnego Życia Kurdystanu (kurdyjski: Partiya Jiyana Azad a Kurdistanê; PJAK) – partia irańskich Kurdów. Uważana jest za lokalne odgałęzienie Partii Pracujących Kurdystanu.

## Historia
Założona na emigracji w Iraku w 2004 roku. Członkami partii są głównie irańscy Kurdowie. Dysponuje oddziałami znanymi jako Siły Obronne Wschodniego Kurdystanu. Bazy ugrupowania znajdują się w północnym Iraku, skąd bojownicy PJAK prowadzą ataki partyzanckie przeciwko Iranowi. W samym tylko 2005 roku z rąk bojowników PJAK zginąć miało 120 irańskich żołnierzy (dane rządu Iranu).
Posiada też cywilne struktury pośród diaspory kurdyjskiej w Europie.

## Domniemane wsparcie zagraniczne
Irański rząd o wspieranie partii oskarża Stany Zjednoczone i Izrael.

## Liczebność

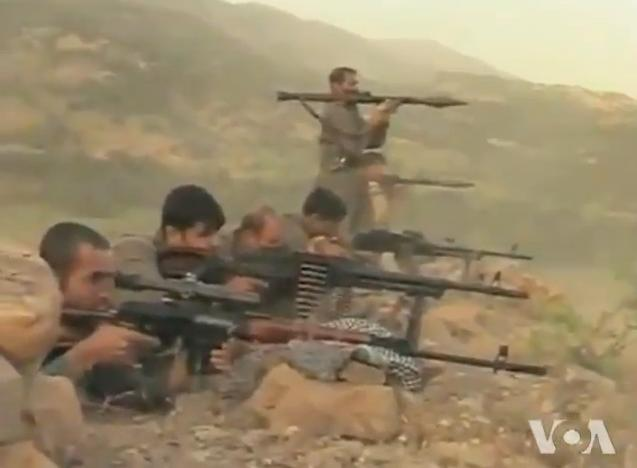
Partyzanci PJAK w 2012 roku

W 2015 roku liczba jej członków szacowana była na około 3 tysiące.

## Ideologia
Jest partią separatystyczną i skrajnie lewicową. Część członków PJAK domaga się ustanowienia w Iranie federacji, w której Kurdowie otrzymaliby szeroką autonomię, reszta natomiast opowiada się za pełną niepodległością i zjednoczeniem Kurdystanu. Oprócz tego promuje kurdyjską tożsamość i prawa kobiet oraz postuluje likwidację republiki islamskiej, którą chce zastąpić ustrojem demokratycznym.

## Jako organizacja terrorystyczna
Iran, Stany Zjednoczone i Turcja uznają PJAK za organizację terrorystyczną.